# Dishonored
Ne doit pas être confondu avec Dishonored, premier jeu de la série.
Dishonored est une série de jeux vidéo à la première personne, faisant partie des genres steampunk et immersive sim. Elle est développée par Arkane Studios et éditée par Bethesda Softworks. La série doit son nom au mot anglais « déshonoré », en référence au personnage principal injustement emprisonné et qui doit restaurer son honneur. Elle est composée de trois jeux vidéo sortis entre 2012 et 2017, ainsi que d'adaptations en romans, comics et jeu de rôle. La franchise débute en 2012 avec Dishonored. Une suite, Dishonored 2 est sortie en 2016. Enfin, une extension autonome de Dishonored 2, La Mort de l'Outsider, est sortie en 2017. Un jeu dérivé qui se déroule dans le même univers, Deathloop est sorti en 2022.

## Jeux vidéo
| 2012 | Dishonored                                   |
| 2013 | Dishonored : La Lame de Dunwall (DLC)        |
| 2013 | Dishonored : Les Sorcières de Brigmore (DLC) |
| 2014 |                                              |
| 2015 |                                              |
| 2016 | Dishonored 2                                 |
| 2017 | Dishonored : La Mort de l'Outsider           |

### Dishonored
Dans le premier jeu, le joueur incarne Corvo Attano, protecteur royal au service de l'impératrice Jessamine Kaldwin. En 1837, de retour d'une mission diplomatique visant à chercher de l'aide pour endiguer une violente peste du rat qui frappe la capitale de l'Empire, le joueur assiste, impuissant, au meurtre de l'impératrice, aux mains d'un mystérieux assassin capable de se téléporter, et à l'enlèvement de sa fille Emily. Il s'allie aux Loyalistes, un groupe de résistance qui se bat pour récupérer Dunwall, et à l'Outsider, un être surnaturel qui lui accorde des pouvoirs magiques, pour qu'Emily Kaldwin reprenne le pouvoir.
Dishonored est le premier jeu développé par Arkane Studios après son acquisition par ZeniMax Media et le premier jeu créé par Harvey Smith, le co-créateur de la franchise Deus Ex. Les bureaux d'Arkane à Lyon (dirigés par Raphaël Colantonio) et Austin (dirigé par Smith) ont été impliqués dans le développement du jeu. Dishonored est sorti en octobre 2012 pour PlayStation 3, Windows et Xbox 360 et il a reçu des critiques très positives de la part des critiques et est devenu l'une des nouvelles propriétés intellectuelles de jeux vidéo les plus vendues dans les années 2010. Par la suite, Arkane a publié deux packs de contenu téléchargeables, La Lame de Dunwall et Les sorcières de Brigmore, en 2013. Les deux packs de contenu présentent l'assassin Daud, qui a assassiné l'impératrice Kaldwin au début du jeu. Ces deux DLC retrace la quête de rédemption de Daud lors d'une histoire parallèle au récit principal.

### Dishonored2
Dans le deuxième jeu, le jour du 15e anniversaire de l'assassinat de l'impératrice Jessamine Kaldwin, la sorcière Delilah Copperspoon, qui prétend être la demi-sœur aînée de Jessamine et le successeur au trône, renverse le règne d'Emily. Le joueur, qui prend le contrôle de Corvo ou d'Emily, visite Karnaca à la recherche d'indices derrière la source du pouvoir de Delilah et tente de récupérer le trône d'Emily.
Dishonored 2 a été principalement développé par le studio de Lyon, avec Smith en tant que directeur. Colantonio et le studio d'Austin se sont concentrés, quant à eux, sur Prey. Le jeu est sorti en novembre 2016 sur PlayStation 4, Windows et Xbox One. Comme Dishonored, le jeu a reçu des critiques très positives lors de sa sortie. En particulier, le jeu a été salué pour sa conception des niveaux. Cependant, ses ventes physiques ont connu des difficultés au lancement.

### Dishonored: La Mort de l'Outsider
La Mort de l'Outsider est une extension autonome de Dishonored 2. Dans le jeu, Billie Lurk recherche l'assassin Daud, son ancien mentor, alors qu'ils entreprennent d'éliminer l'Outsider. Il est sorti en septembre 2017 sur PlayStation 4, Windows et Xbox One. Le jeu a reçu des critiques généralement positives lors de sa sortie.
Commercialisée comme étant une « histoire autonome » dans la série, l'histoire conclut l'arc narratif établi par le premier jeu. Ce n'est pas une suite complète de Dishonored 2 car le jeu est plus court, plus linéaire et plus ciblé. De nombreux systèmes ont été rationalisés et simplifiés. Par exemple, tous les super pouvoirs sont débloqués au même moment du jeu et il ne comporte pas de système de chaos.

### Futur
Bien que la possibilité d'un Dishonored 3 soit attendue par les fans, il est peu probable qu'un nouvel opus dans la continuité de l'univers des trois premiers jeux voit le jour.
Dans une interview de 2018, le lead designer Ricardo Bare avait laissé entendre que la série était en suspens (« resting for now »), donnant de nombreuses attentes aux joueurs. Le co-directeur créatif Dinga Bakaba était ensuite revenu sur cette déclaration, en précisant que l'intrigue des Kaldwin était bel et bien terminée. En 2023, une fuite de documents internes à Microsoft et datant de quelques années révèle que l'éditeur Bethesda prévoyait de sortir un opus nommé Dishonored 3 en 2023 ou 2024.
Dishonored continue cependant de vivre au travers des nouvelles productions du studio Arkane, comme Deathloop, qui inclut des références à la franchise. En 2022, Dinga Bakaba confirme d'alleurs que l'univers de Deathloop est connecté à celui de Dishonored.
Des rumeurs évoquent une possible adaptation de la franchise par la plateforme Netflix dans les années à venir.

## Univers deDishonored

### Personnages
- Corvo Attano est un expert du combat, natif de Serkonos, engagé comme Protecteur Royal de l'impératrice.
- Emily Kaldwin est la fille de l'impératrice Jessamine et la victime d'un enlèvement visant à l'éloigner du trône.
- L'Outsider est une mystérieuse divinité régnant sur le Grand Vide. Sans réel but, il apparait à certains élus et leur appose sa marque.
- Daud est un assassin de renom et chef du gang des Harponneurs, surnommé la Lame de Dunwall.
- Billie Lurk est une assassin de talent, membre du gang des Harponneurs et bras droit de Daud.
- Jessamine Kaldwin est l'impératrice des îles actuelle, généreuse et bienveillante, assassinée au début de Dishonored.
- Delilah Copperspoon est une puissante sorcière qui tente par tous les moyens de s'approprier le trône.
- Hiram Burrows est Maître-espion à la cour impériale et Lord Régent pendant la disparition de la jeune héritière.
- Anton Sokolov est un inventeur de génie originaire de Tyvia, directeur de l'Académie de philosophie naturelle, Médecin royal à la cour, et concepteur d'un élixir contrant les effets de la peste, ainsi que de nombreuses machines utilisant l'huile de baleine.
- Farley Havelock est un ancien capitaine de la marine et principal instigateur du mouvement loyaliste, propriétaire du Hound's Pit Pub.
- Luca Abele est le duc de Serkonos, un tyran dépensant les fortunes de l'île pour ses propres plaisirs.

### Géographie
L'Empire des Îles forme l'ensemble du monde connu. Il est composé des îles de Gristol, Serkonos, Tyvia et Morley. Un continent encore inconnu et regorgeant de mystères, surnommé Pandyssia, est évoqué à plusieurs reprises.
Gristol est une grande île qui accueille la moitié de la population de l'Empire, et le siège du pouvoir impérial. Elle connaît une véritable révolution industrielle grâce au raffinage de l'huile de baleine, bien que la majorité de l'île reste rurale, vallonnée de collines verdoyantes et brumeuses. Ses hauts lieux sont sa capitale politique, Dunwall, théâtre du premier Dishonored, et la ville de Whitecliff, siège de l'Abbaye du Quidam. L'île est inspirée de pays d'Europe de l'Ouest comme l'Angleterre, la France et l'Allemagne.
Serkonos est une île au climat chaud et connue par son surnom de "Joyau du Sud". Elle est réputée pour sa cuisine épicée et ses danses populaires. C'est une île où l'on espère venir pour faire fortune en travaillant dans les mines du duc, bien que les conditions de travail y soient sévères. Ses hauts lieux sont sa capitale politique, Karnaca, théâtre de Dishonored 2, et Cullero, ville touristique très fréquentée. L'île est inspirée de pays d'Europe du Sud comme l'Italie, la Grèce et l'Espagne, mais aussi de pays d'Amérique latine comme Cuba,.
Tyvia est une île au climat polaire et habituée par un peuple au fort instinct de survie. Elle tire sa principale source de revenus de l'exportation de mets en conserve, de fourrure et de métal de qualité supérieure. Son haut lieu est sa capitale politique, Dabokva. L'île est tristement célèbre pour ses camps de travail, auxquels sont envoyés les criminels condamnés "à être libres". En effet, les gardes laissent les prisonniers libres de tenter une évasion, bien vite stoppée par l'impitoyable toundra qui les entoure. L'île est inspirée de pays d'Europe du Nord comme la Norvège, et de la Russie,,.
Morley est une île au climat pluvieux et connue comme étant une terre d'artistes, et pour sa cuisine trop grasse et écœurante. Ses habitants, d'un naturel jovial et indépendantiste, ont d'abord refusé d'être annexés à l'Empire, ce qui mena à l'Insurrection de Morley, à l'assassinat de l'Impératrice de l'époque, ainsi qu'à une grande famine d'après guerre. Ses hauts-lieux sont sa capitale politique, Wynnedown, et Alba, sa plus grande ville. L'île est inspirée de l'Écosse et de l'Irlande,,.
Pandyssia est une île continent gigantesque et est le plus vaste territoire du monde connu. Il fut autrefois habité par une ancienne civilisation vouant un culte à l'Outsider. Aujourd'hui, elle serait peuplée d'une tribu de sauvages qualifiée d'hérétiques par l'Abbaye du Quidam. La faune et la flore y est dense et très hostile, déjouant régulièrement les projets de colonisation, et quelques philosophes naturels comme Sokolov s'y intéressent grandement. Ce sont des rats originaires de Pandyssia qui ont causé la peste. L'île est inspirée de la Pangée.

### Politique
L'Empire des Îles est une monarchie constitutionnelle composée des quatre principales îles. Il comprend trois rangs d'importance :
- L'Empereur ou l'impératrice, parfois remplacé par un Lord Régent lorsque le souverain légitime n'est pas en âge de régner. ;
- Le Maître-Espion, révélé au grand jour durant l'insurrection de Morley, donne discrètement des renseignements au souverain ;
- Le Protecteur Royal, sélectionné au cours d'une série d'épreuves, assure la protection personnelle du souverain. Ce poste a été créé à la suite de l'assassinat de l'impératrice Larisa Olaskir en 1801.

Durant le déroulement des jeux mêmes, l'Empire est successivement gouverné par Jessamine Kaldwin, le Lord Régent Hiram Burrows, Emily Kaldwin, Delilah Copperspoon, puis finalement Emily Kaldwin.
Chaque île possède une certaine autonomie dans le choix de son administration politique locale :
- Tyvia est gouvernée par la Chambre du Peuple, présidée par une assemblée de Hauts Juges. Cependant, une grande majorité du peuple souhaite le retour d'un prince ;
- Morley est gouvernée par un roi ;
- Serkonos est gouvernée depuis longtemps par les ducs et duchesses de la famille Abele. Durant les événements de Dishonored 2, le joueur se confronte au vaniteux duc Luca Abele. Une des fins possibles du jeu fait de Corvo le nouveau duc de Serkonos.

### Factions

#### L'Abbaye du Quidam
L'Abbaye du Quidam est un ordre religieux dirigé par le Grand Superviseur et composé de membres appelés Superviseurs, qui suivent scrupuleusement la doctrine des Sept Canons. L'abbaye principale où se déroulent les épreuves d'aptitude se situe à Whitecliff, tandis que les bureaux du Grand Superviseur se trouvent à Dunwall. Leur culte se résume à lutter contre l'Outsider et son influence maléfique. L'ordre est démantelé en 1852 par Emily Kaldwin, et ses biens sont saisis. L'Ordre Oraculaire est une division féminine de l'Abbaye du Quidam, dirigée par une Grande Oracle et dont les membres se bandent constamment les yeux. Les sœurs de l'Ordre Oraculaire interprètent les visions prophétiques qu'elles reçoivent lors de séances, et transmettent des conseils à leurs homologues masculins,.

#### Les Harponneurs
Les Harponneurs sont un gang d'assassins surnaturels mené par Daud, opérant dans le quartier inondé de Dunwall. Grâce à Daud qui leur transmet ses pouvoirs et son enseignement, mercenaires, orphelins de la rue et réfugiés deviennent de redoutables tueurs. Ils sont reconnaissables à leurs tenues de cuir et au masque à gaz issus des raffineries qu'ils portent, protégeant les ouvriers des émanations toxiques de l'huile de baleine. Ils répondent à des contrats d'assassinat émis par des nobles, comme ce fut le cas avec l'impératrice Jessamine.

#### Les Aveuglés
Les Aveuglés sont une organisation criminelle de Karnaca obsédée par l'occulte. Ils dirigent un club de combat clandestin, et mènent des expériences occultes avec des charmes d'os et des transfusions sanguines dans des salons privés. Les chefs du gang sont la banquière Dolores Michaels, l'administrateur civil Ivan Jacobi, et le chanteur Shan Yun. Ils font l'objet du jeu Dishonored: La Mort de l'Outsider, car détenteurs de la double-lame capable de le tuer,.

## Développement
Dishonored est une série de jeux vidéo d'action-aventure joués du point de vue de la première personne. La franchise est née de l'idée de créer un jeu similaire à Thief, se passant dans un univers médiéval japonais. Peu familiers de cette culture, le studio décide plutôt d'utiliser la ville de Londres comme cadre. Les artistes Jean-Luc Monnet et Viktor Antonov (célèbre pour sa direction artistique sur Half-Life 2) ont exploré la ville et ont retranscrit son atmosphère, ses structures et les visages de ses habitants dans l'univers de Dunwall, ville sombre et oppressante. Le jeu a été codéveloppé à distance par les deux studios d'Arkane respectivement à Lyon et à Austin. Durant le développement, le directeur d'Arkane Austin Harvey Smith a eu l'idée d'intégrer au jeu la possibilité de ne pas tuer le moindre personnage, proposant au joueur des alternatives plus ou moins vicieuses à la mort de chaque cible. De nombreux points du jeu, tels que la verticalité des niveaux et la portée des pouvoirs, ont été développés de manière à renforcer la multiplicité des possibilités et des situations que le joueur droit affronter, afin de le pousser à sortir de sa zone de confort et tenter des choix peu communs.
Le joueur explore de vastes niveaux pour assassiner différentes cibles ou accomplir des quêtes. Il prend le contrôle d'un assassin qui a accès à divers pouvoirs surnaturels, qui peuvent être utilisés pour naviguer dans un niveau et vaincre les ennemis. Le joueur peut collecter des runes pour améliorer ses pouvoirs ou équiper des charmes d'os pour débloquer d'autres boosts. Dishonored est décrit comme une série de simulations immersives. Le joueur peut utiliser la furtivité pour éviter la détection, utiliser des pouvoirs pour éliminer les ennemis sans se faire remarquer, ou affronter directement les adversaires en utilisant les armes et les pouvoirs surnaturels. Il est possible pour les joueurs de terminer ces jeux sans tuer un personnage non joueur,. L’ensemble de la saga est vu à travers les yeux du protagoniste concerné, mais sa personnalité repose entièrement sur les actions que fait le joueur en son nom. La grande liberté de choix est le point phare des Dishonored, donnant notamment au joueur la possibilité de choisir de tuer ou épargner qui bon lui semble, tout en voyant de réels impacts sur l'environnement et l'histoire. Comme ultime marque de ses choix, le joueur assistera à une cinématique de fin différente dépendant de l'impact, positif ou négatif, de ses actions. Le premier jeu comporte 3 fins différentes, et le second, plus d'une vingtaine, parfois reposant sur de subtiles variations. Le standalone comporte, lui, 2 fins différentes.
La série est souvent louée pour son design et sa narration. Arkane Studios explique que ce design est particulièrement inspiré du style victorien, faisant référence du début des années 1800 au début du 20e siècle. Dishonored se déroule dans l'Empire des îles, dans un monde où la technologie et la magie surnaturelle coexistent. Les principaux sites des îles comprennent Dunwall, la capitale de l'Empire qui utilise l'huile de baleine comme principale source de carburant, et Karnaca, qui est alimentée par des éoliennes alimentées par les courants générés par une montagne fendue le long des frontières de la ville. Les fins des jeux dépendent du niveau de chaos du joueur, qui est régi par le nombre de personnages que le joueur a tués. Dans la veine de BioShock, de nombreux livres et enregistrements audios (appelés "audiographes") disséminés à travers les niveaux donnent plus d'information au joueur sur l'histoire et la géographie de l'Empire des îles. Par le biais du Cœur, un objet mystérieux donné par l'Outsider, le joueur peut en apprendre plus sur la personnalité et les secrets de chacun des personnages de l'aventure. Ces informations permettent souvent au joueur de décider du sort qu'il réserve à tel personnage.

## Accueil
| Jeux                               | Metacritic                                                        |
| ---------------------------------- | ----------------------------------------------------------------- |
| Dishonored                         | 91/100 (PC) 89/100 (PS3) 88/100 (X360) 80/100 (PS4) 76/100 (XONE) |
| Dishonored 2                       | 86/100 (PC) 88/100 (PS4) 88/100 (XONE)                            |
| Dishonored : La Mort de l'Outsider | 82/100 (PS4) 81/100 (PC) 84/100 (XONE)                            |

## Autres média

### Romans

#### Dishonored: L'homme corrodé(2016)
Dishonored : L'homme corrodé (Dishonored: The Corroded Man) est un livre écrit par Adam Christopher (en) et publié chez Titan Books en 2016. Il est a été traduit et édité en français, aux éditions Milady. À l'occasion de la sortie de Dishonored 2, le roman fait le lien entre ce nouveau jeu et le précédent.
Dix ans après avoir repris son trône, l'Impératrice Emily Kaldwin mène une double vie, régnant sur son empire le jour, s'entraînant aux côtés de son père, le redoutable Corvo Attano, la nuit. Lorsqu'un inconnu masqué doté des pouvoirs qui étaient autrefois ceux de Daud fait son apparition pour prendre la tête de la guilde des Harponneurs, Emily et Corvo devront tout faire pour l'arrêter, sous peine de déclencher une destruction sans pareil.

#### Dishonored: The Return of Daud(2018)
Dishonored: The Return of Daud est un livre écrit par Adam Christopher (en) et publié chez Titan Books en 2018. Le roman fait le lien entre Dishonored 2 et Dishonored : La Mort de l'Outsider.
Alors que l'impératrice Emily Kaldwin fuit Dunwall après le coup d'État de Delilah Copperspoon et du duc Luca Abele de Serkonos, une figure solitaire observe, la marque de l'Outsider brûlant sur sa main. Daud, assassin légendaire, est revenu à Dunwall, une ville en pleine tourmente. Il est à la recherche d'une arme mythique, qui aurait le pouvoir de tuer l'Outsider, et est prêt à tout pour la trouver. Mais des individus observent chacun de ses mouvements. En parcourant les îles pour accomplir sa mission, Daud découvrira bientôt que de vieux ennemis l'attendaient, et qu'il est facile de s'en faire de nouveaux.

#### Dishonored: The Veiled Terror(2018)
Dishonored: The Veiled Terror est un livre écrit par Adam Christopher (en) et publié chez Titan Books en 2018. Le roman est une suite aux évènements de Dishonored : La Mort de l'Outsider.
Billie Lurk a réussi l'impossible : l'Outsider est tombé. Mais à présent, le Grand Vide est déséquilibré, et le sort du monde est en jeu. De Tyvia à Serkonos, de mystérieuses failles dans le tissu de la réalité sont apparues - des portails vers le Grand Vide, potentiellement capable de déchirer le monde. La quête de Billie pour trouver la source de leur instabilité l'envoie loin de Dunwall, dans une ville coupée en deux par une faille, et dans un royaume se relevant d'une guerre civile, où règne une trêve précaire. Ancien assassin, contrebandière et chasseuse de primes, Billie est une survivante née, et elle est la seule à pouvoir remettre les choses en ordre - mais pour ce faire, elle doit affronter son propre passé, avec des conséquences qui bouleverseront le monde.

### Comics

#### Dishonored: La Supercherie de Wyrmwood(2016)
Dishonored : La Supercherie de Wyrmwood (Dishonored: The Wyrmwood Deceit) est un comics écrit par Gordon Rennie, illustré par Andrea Olimpieri et Marcelo Maiolo, publié par Titan Comics en 2016. Il est traduit en français et édité aux éditions Hachette Comics en 2017. Le comics couvre des événements entre le premier et le deuxième jeu.
La ville de Dunwall, capitale de Grisol et pôle industriel de l'Empire des Îles. Douze ans ont passé depuis que Corvo Attano a mis fin à la tentative de coup d'état du Lord Régent contre le trône. Plus vieux et plus sage, Corvo continue de servir en tant que Protecteur Royal, tentant de préserver sa fille, l'impératrice Emily Kaldwin, du destin tragique qui a frappé sa mère. Mais la paix est une notion éphémère à Dunwall et le danger n'est jamais très loin.

#### Dishonored: The Peeress and the Price(2017)
Dishonored: The Peeress and the Price est un comics écrit par Michael Moreci, illustré par Andrea Olimpieri et Mattia Iacono, publié par Titan Comics en 2017. Le comics couvre des événements survenant après le deuxième jeu.

### Jeu de rôle
La version anglaise du jeu de rôle officiel parut en mars 2020 chez l'éditeur Modiphius. Sa version française sortit en octobre 2021 chez l'éditeur Arkhane Asylum Publishing. En plus du livre de base, sont parus en anglais des dés ainsi que des suppléments électroniques : l'aventure The Assassins Four et le supplément Gamemaster Toolkit.
Les joueurs incarnent des personnages de l'Empire des Îles, définis selon des archétypes offrant chacun des talents : assassin, chasseur, commandant, coursier, duelliste, éclaireur, entrepreneur, érudit, explorateur, guide, inventeur, tireur d'élite et vaurien. Ces personnages-joueurs n'ont que très rarement accès à la véritable magie offerte par l'Outsider à quelques élus, mais les règles décrivent cependant plusieurs de ces pouvoirs, ainsi que la magie populaire des charmes d'os.
Les aventures des personnages peuvent se dérouler à différentes époques, jusqu'à celle de La Mort de l'Outsider. Les éléments de contexte concernant l'île de Gristol se situent dans la continuité des événéments du premier jeu et ses contenu téléchargeables additionnels (année 1837). Les informations concernant l'île de Serkonos concernent l'année 1850, avant Dishonored 2 (année 1852). Les détails sur le reste du monde, non exploré dans les jeux vidéo, comme les îles de Tyvia et de Morley, le continent de Pandyssia et les océans, n'ont pas de datation précise.
C'est au meneur de jeu de choisir l'époque où il souhaite jouer, en adaptant les descriptions. Ainsi, la campagne de jeu incluse dans le livre de base se déroule en 1827, soit une dizaine d'années avant le premier jeu vidéo.